# The Cat Creeps
Pour plus de détails, voir Fiche technique et Distribution.
The Cat Creeps est un film américain réalisé par Rupert Julian et John Willard, sorti en 1930.
Il s'agit d'un remake du film muet américain La Volonté du mort (The Cat and the Canary) réalisé par Paul Leni, sorti en 1927.

## Fiche technique
- Titre : The Cat Creeps
- Réalisation : Rupert Julian et John Willard
- Scénario : William Hurlbut et Gladys Lehman d'après la pièce The Cat and the Canary de John Willard
- Photographie : Jerome Ash et Hal Mohr
- Montage : Maurice Pivar
- Musique : Heinz Roemheld
- Costumes : André-ani
- Son : C. Roy Hunter, Edwin Wetzel
- Producteur : Carl Laemmle Jr.
- Société de production : Universal Pictures
- Société de distribution : Universal Pictures
- Pays de production :  États-Unis
- Format : Noir et blanc — 35 mm — 1,20:1 — Son : Mono (MovieTone)
- Genre : Film fantastique, Film d'horreur
- Durée : 75 minutes (1 h 15)
- Dates de sortie :
  - États-Unis : 10 novembre 1930

## Distribution
- Helen Twelvetrees : Annabelle West
- Raymond Hackett : Paul
- Neil Hamilton : Charles Wilder
- Lilyan Tashman : Cicily
- Jean Hersholt : Dr. Patterson
- Montagu Love : Hendricks
- Lawrence Grant : Crosby
- Theodore von Eltz : Harry Blythe
- Blanche Friderici : Mam' Pleasant
- Elizabeth Patterson : Susan